# Choi Min-sik
En aquest nom coreà, el cognom és Choi.
Choi Min-sik (en hangul 최민식) (Seül, 27 d'abril de 1962) és un dels actors de sud-coreans més importants tant al seu país com a l'escena internacional. Va començar la seva carrera com a actor teatral abans de d'actuar al cinema, primer sota la direcció de Park Jong-won a Kuro Arirang i Our Twisted Hero i més tard, als anys noranta, interpretant un detectiu de la policia a No 3 i un agent nord-coreà a la pel·lícula més destacada de Corea fins aquell moment, Shiri.
A partir de l'any 2000, ajudat per l'èxit de Shiri, Choi va anar interpretant papers versàtils i d'importància, primer com a gàngster a Failan i després com a pintor del segle xix a Chihwaseon. El 2003, amb el paper d'Oh Dae-su a Oldboy, va recollir l'atenció internacional.

## Filmografia

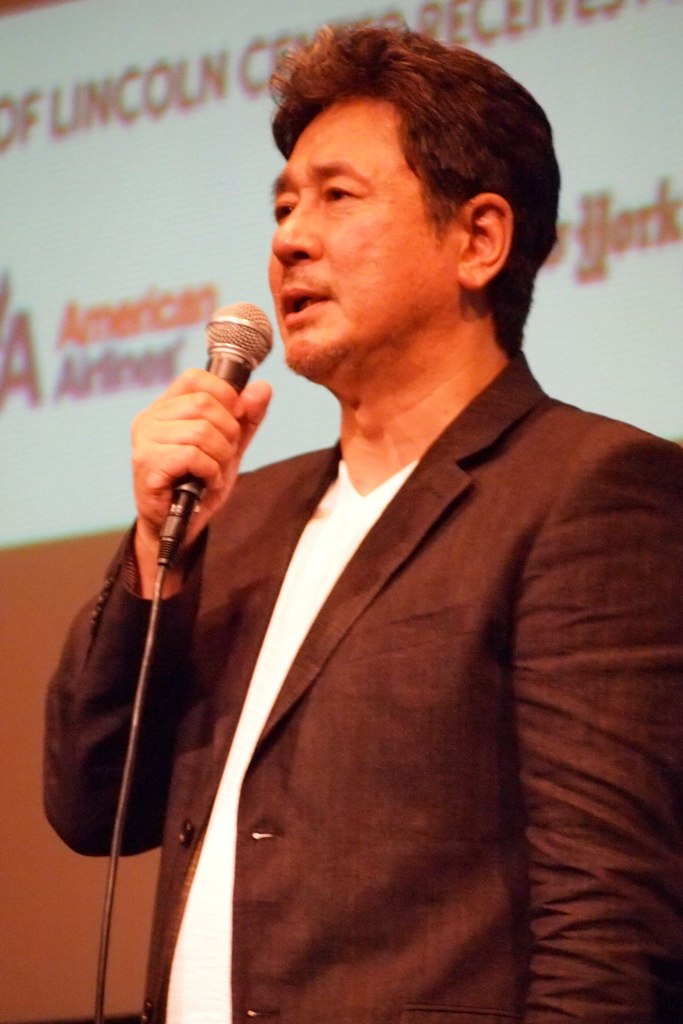
Choi Min-sik al New York Asian Film Festival (30 de juny de 2012)

- The Tiger: An Old Hunter's Tale (2015)
- The Admiral: Roaring Currents (2014)
- Lucy (2014)
- In My End Is My Beginning (2013) - (cameo)
- New World (2013)
- Nameless Gangster: Rules of the Time (2012)
- Leafie, A Hen into the Wild (2011)
- I Saw the Devil (2010)
- Himalaya, Where the Wind Dwells (2009)
- Sympathy for Lady Vengeance (2005)
- Crying Fist (2005)
- Springtime (2004)
- Taegukgi (2004) - cameo appearance
- Oldboy (2003)
- Chi-hwa-seon (2002)
- Failan (2001)
- Happy End (1999)
- Shiri (1999)
- The Quiet Family (1998)
- No. 3 (1997)
- Mom, the Star, and the Sea Anemone (1995)
- Sara is Guilty (1993)
- May Our Love Stay This Way (1992)
- Our Twisted Hero (1992)
- That Which Falls Has Wings (1990)
- Kuro Arirang (1989)

## Premis
- Premi al millor actor als Baeksang Best Film Awards 1999 per Shiri.
- Premi al millor actor al Festival de Daejong 1999 per Shiri.
- Premi al millor actor al Festival du film Asie-Pacifique 2000 per Happy End.
- Premi al millor actor als Blue Dragon Film Awards 2001 per Failan.
- Premi al millor actor al Festival du film asiatique de Deauville 2002 per Failan.
- Premi al millor actor als Blue Dragon Film Awards 2003 per Old Boy
- Premi al millor actor als Baeksang Best Film Awards 2004 per Old Boy.
- Premi al millor actor al Festival de Daejong 2004 per Old Boy.
- Premi al millor actor als Grand Bell Awards 2004 per Old Boy.
- Premi al millor actor als MBC Film Awards 2004 per Old Boy.
- Condecorat amb l'Orde del Mèrit Cultural.